# 봉우항
봉우항(鳳羽港)은 경상남도 남해군 설천면 금음리, 봉우마을 인근에 있는 어항이다. 2002년 8월 6일 어촌정주어항으로 지정하여 관리하고 있다. 시설관리자는 남해군수이다.

## 어항 연혁
- 마을 뒷산이 봉황의 깃을 펴고 앉아 있는 형상이라 하여 봉우(鳳羽)라 부르게 되었다고 한다.

## 어항 시설
- 선착장 L=233m, B=4.0m, 물량장 L=38m, B=20m, 호안 L=375, B=6m

## 주요 어종
- 숭어, 도다리, 노래미, 감성돔, 패각류 등